# Euphorbia kaokoensis
Euphorbia kaokoensis  es una especie fanerógama perteneciente a la familia de las cactáceas. Es endémica de Angola y Namibia. Su natural hábitat son las áreas rocosas.

## Descripción
Es un arbusto espinoso denso y fuerte que alcanza un tamaño de 50 cm de alto; y con tallos de 2 cm de diámetro, 5-7 nervada; espinas color marrón en la base de las ramas,  planta que parece tener una corona roja en la distancia.

## Ecología
Se encuentra en las pendientes rocosas, grietas y fisuras de piedra en los bosques de mopane, crestas de piedra caliza, suelos pedregosos, y a lo largo de los afloramientos rocosos, a una altitud de 770 metros.

## Taxonomía
Euphorbia kaokoensis fue descrita por (A.C.White, R.A.Dyer & B.Sloane) L.C.Leach y publicado en Dinteria: contributions to the flora of South West Africa 12: 33. 1976.
Etimología
Euphorbia: nombre genérico que deriva del médico griego del rey Juba II de Mauritania (52 a 50 a. C. - 23), Euphorbus, en su honor – o en alusión a su gran vientre –  ya que usaba médicamente Euphorbia resinifera. En 1753 Carlos Linneo asignó el nombre a todo el género.
kaokoensis: epíteto geográfico que alude a su localización en Kaokolandia.
Sinonimia
- Euphorbia subsalsa var. kaokoensis A.C.White, R.A.Dyer & B.Sloane (1941).[6][7]